# Kamov Ka-29

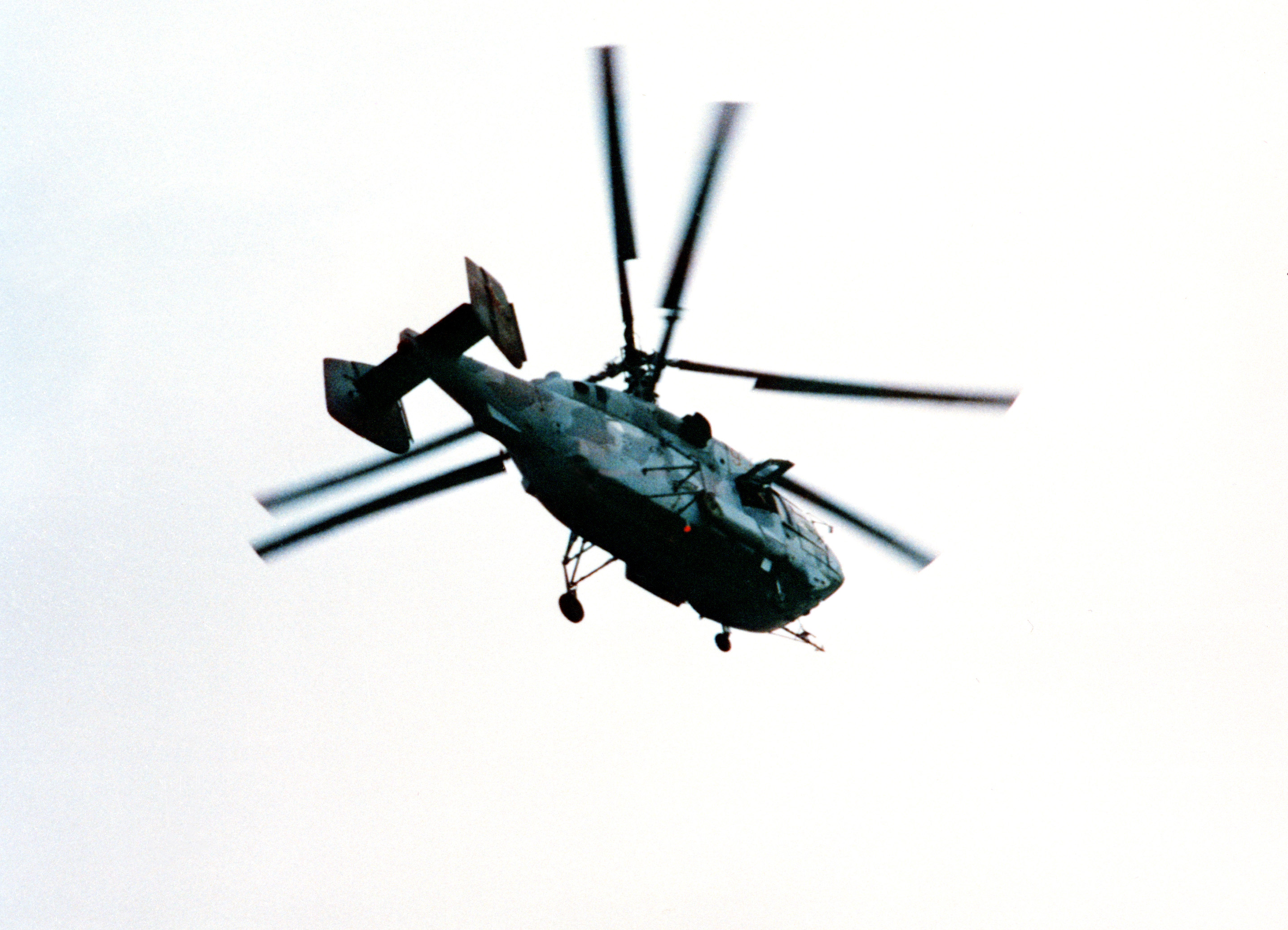
Kamov Ka-29 de l'aéronavale de la marine soviétique en 1990.

Kamov Ka-29 est un hélicoptère à rotors contrarotatifs coaxiaux de transport moyen et de lutte anti-sous-marine d'origine soviétique produit par Kamov, dérivé du Kamov Ka-27. Au cours de la production en série, de 1984 à 1991, 59 Ka-29 ont été produits à l'usine d'hélicoptères de Koumertaou pour la marine soviétique.

## Opérateurs militaires
[réf. nécessaire]
- Russie dans l'Aviation navale russe

30 × Ka-29TB
- Ukraine  dans l'Aviation navale ukrainienne

29 × Ka-29TB, 4 en 2014, ne sont plus en service actif en 2021